# Culai Shan
Culai Shan (chin. 徂徕山; engl. Culai Mountain) ist ein Gebirge im Südosten von Tai’an in der chinesischen Provinz Shandong.
Es bildet die Wasserscheide der Flüsse Dawen He und Xiaowen He. Sein Hauptgipfel ist 1027 m hoch. Das Gebirge ist zu weiten Teilen mit Kiefern und Zypressen bewachsen. Neuerdings wurde den dort befindlichen buddhistischen Steinschriften größere Aufmerksamkeit zuteil.